# Jewgienij Poliwadow
Jewgienij Aleksandrowicz Poliwadow (ros. Евгений Александрович Поливадов; ur. 17 listopada 1997) – kazachski zapaśnik walczący w stylu klasycznym. 
Zajął czwarte miejsce na mistrzostwach Azji w 2020 i 2021. Trzeci na MŚ U-23 w 2019. Brązowy medalista młodzieżowych igrzysk olimpijskich z 2014 roku.